# Amdalai
Amdalai és un poble de l'oest de Gàmbia. En 2013, el cens era 1.626; 811 homes (49.9%) i 815 dones (50.1%). La ciutat és un important pas fronterer cap a Karang, al Senegal.